# Leśnica (Lubliniec)
Leśnica – dzielnica Lublińca położona w południowej części miasta. Jest jedną z turystycznych dzielnic Lublińca. 